# John Tietjen
John Tietjen (* 18. Juni 1928 in New York City; † 15. Februar 2004 in Fort Worth, Texas) war ein US-amerikanischer Theologe. Der Sohn deutscher Auswanderer war lutherischer Pastor.

## Leben
Tietjen studierte Theologie am Concordia Seminary in Clayton bei St. Louis, an dem er 1953 graduierte. Mit dem Werk Which Way to Lutheran Unity? wurde er 1959 am Union Theological Seminary in New York promoviert.
Nach seiner Amtseinführung 1953 wirkte er als Pastor in Teaneck and Leonia, New Jersey, bevor er Executive Director der Abteilung für Public Relations des Lutheran Council in the USA wurde. 1969 wurde er Präsident des Concordia Seminary (Saint Louis) der Missouri-Synode. Gegen ein zu fundamentales Bibelverständnis protestierte er durch einen gemeinsamen Auszug mit Studenten und Anhängern und gründete – in Vollzug der Spaltung von der Missouri-Synode – das Seminar im Exil, das sog. Christ Seminary Seminex (Saint Louis und Chicago), dessen Präsident er 1975 wurde. Er war Mitglied der Kommission, die die Gründung der Evangelisch-Lutherischen Kirche in Amerika (ELCA) 1987 vorbereitete, und wurde auch kurzzeitig zum Bischof der Diözese Chicago der ELCA ernannt. 1989 wurde er Pastor der Trinity Lutheran Church in Fort Worth, Texas.

## Familie
Sein Großvater war der Appeler Bürgermeister Nikolaus Tietjen. Sein Sohn Larry Tietjen ist CEO der Experitec Inc. und der MYNAH Technologies in St. Louis.

## Schriften
- Which Way to Lutheran Unity? A History of Efforts to Unite the Lutherans of America. Concordia Publishing House, St. Louis 1966.
- Memoirs in Exile. Confessional Hope and Institutional Conflict.  Augsburg Fortress, Minneapolis 1976.
- The Gospel according to Jesus. Creative Communications for the Parish, St. Louis 2006.